# アマーリア・リンドグレーン
アマーリア・リンドグレーン（Amalia Lindegren、1814年5月22日 - 1891年12月27日）は、スウェーデンの風俗画家、肖像画家である。1856年からスウェーデン王立美術院の会員に選ばれた。

## 略歴
ストックホルムに生まれた。3歳の時に母親を亡くし、養子に出されることになった。少女の頃から絵の才能を示し、女性画家、女性運動家のソフィー・アドレルスパッレ（Sofia Adolfina Adlersparre）の開いた美術学校で1841年から学び、翌年展覧会に出品した。スウェーデン王立美術院の教授、Carl Gustaf Qvarnström (1810–1867)の注目するところとなり、1849年になって、他の3人の女性とともにスウェーデン王立美術院で学ぶことを許された最初の女子学生となった。他の女子学生は、Lea Ahlborn（1826-1897）、アグネス・ベリエソン（1827-1900）、Jeanette Möller（1825-1872）である。この入学は特例であって、女性学生が男性と同じように学べるようになるのは1864年以降であった。1850年には、女性として始めて奨学金を与えられてパリに留学した。パリではレオン・コニエ（Léon Cogniet）やティシエ（Jean-Baptiste-Ange Tissier）に学んだ。1854年からデュッセルドルフ、ミュンヘンやローマで修行した。1856年にスウェーデンに帰国し、この年王立美術院の会員に選ばれた。

## 主な作品

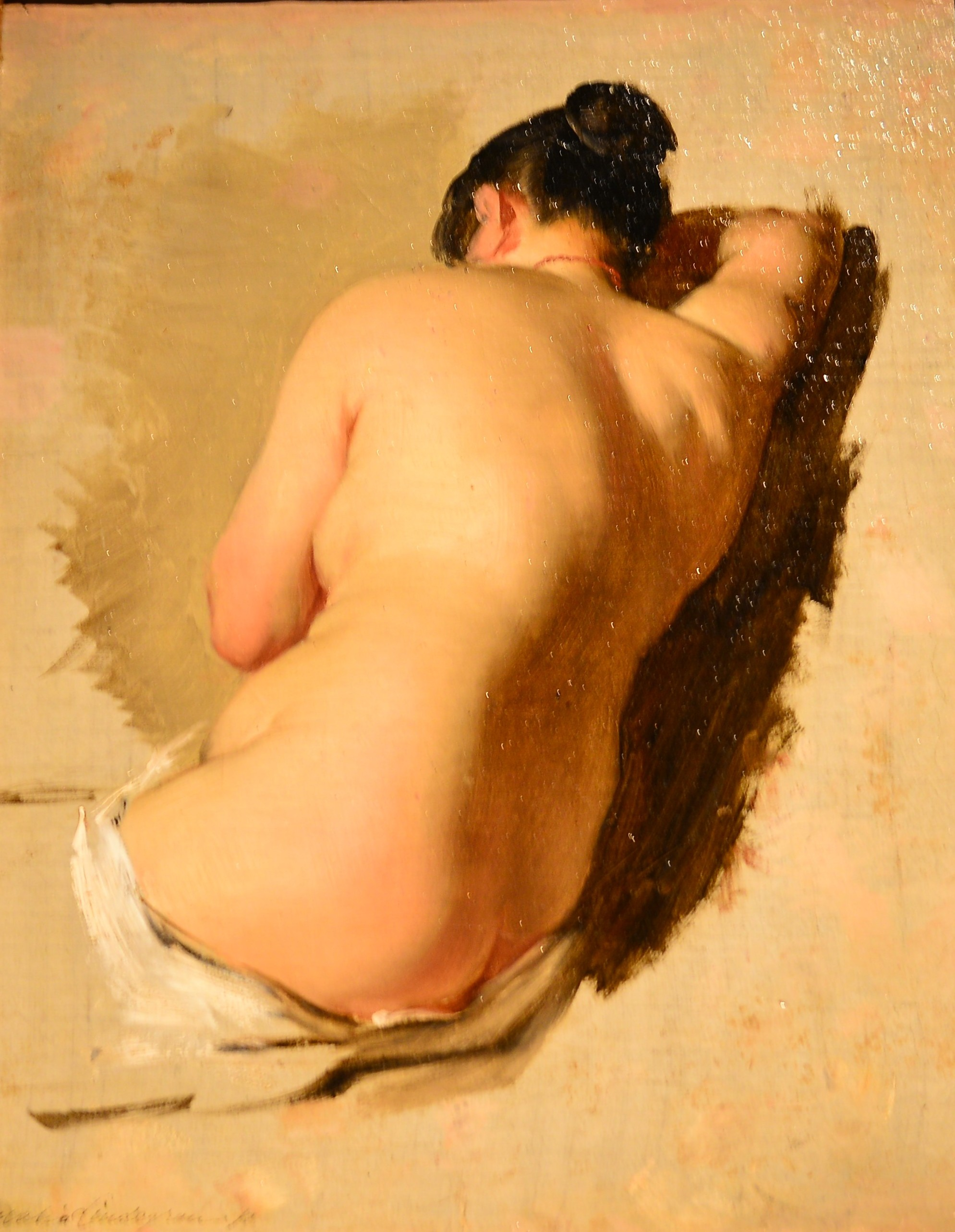
女性像習作
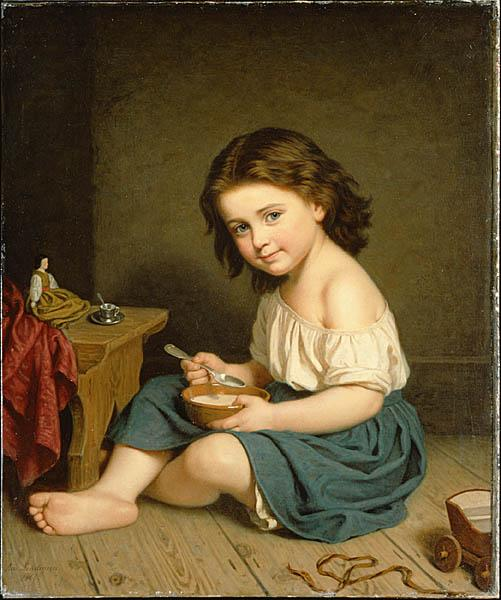
朝食 (1866)
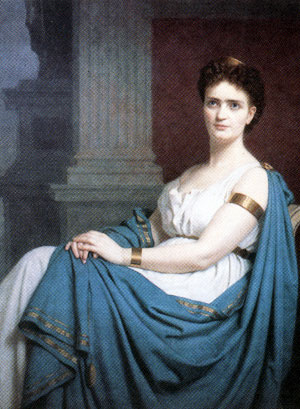
Signe Hebbe-オペラ歌手
トルコ衣裳の男

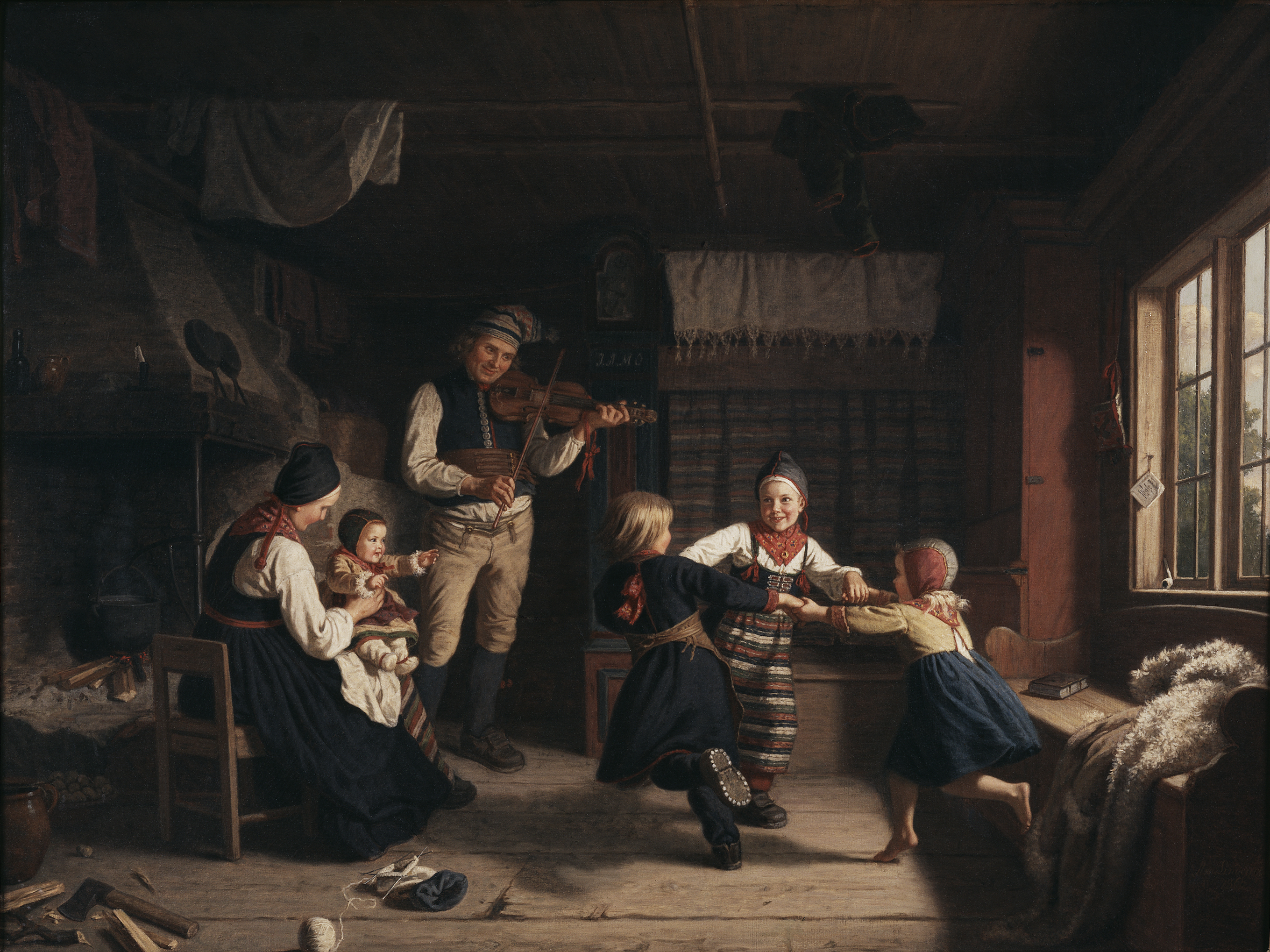
小屋の日曜の夕べ (1860)
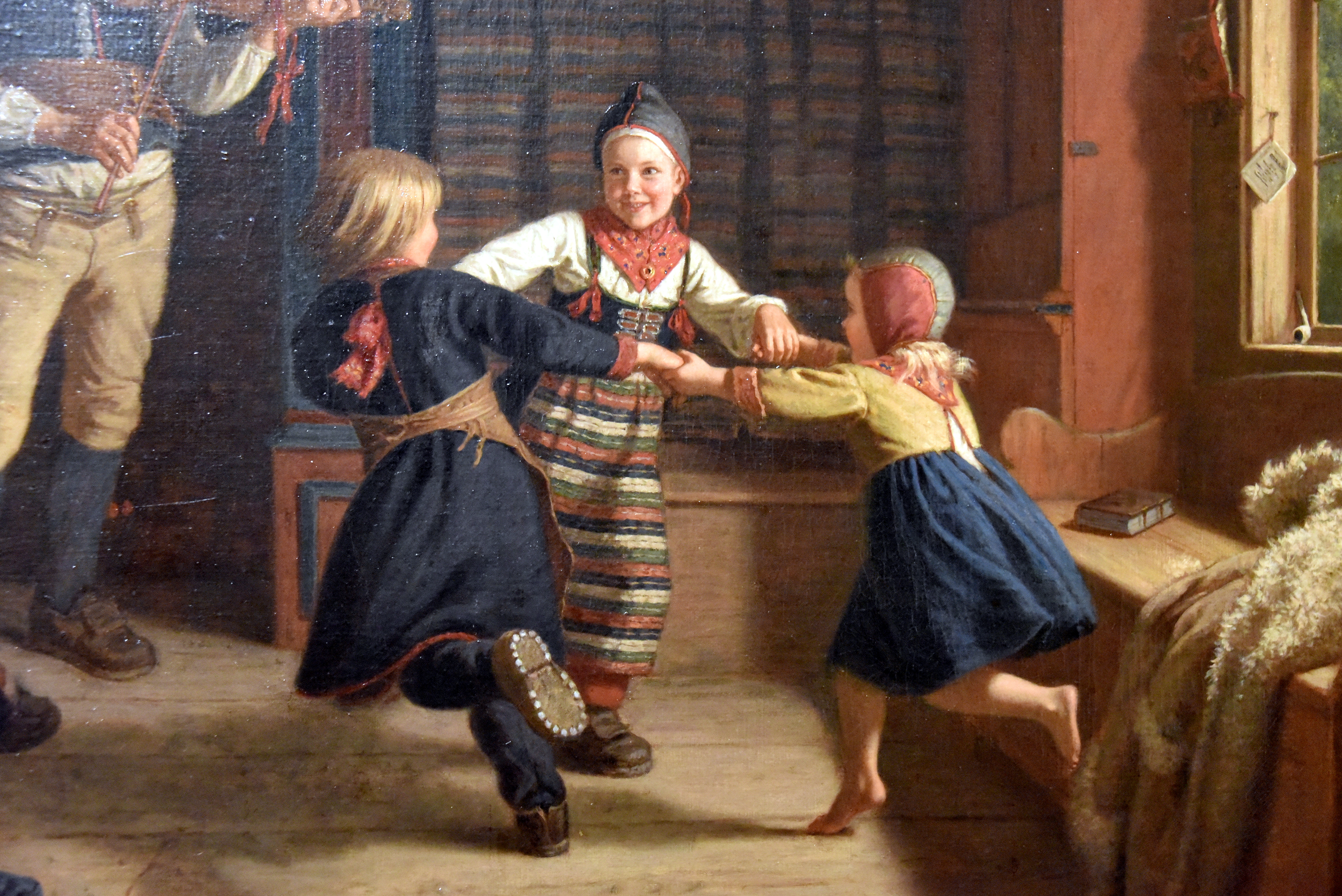
左の作品の詳細
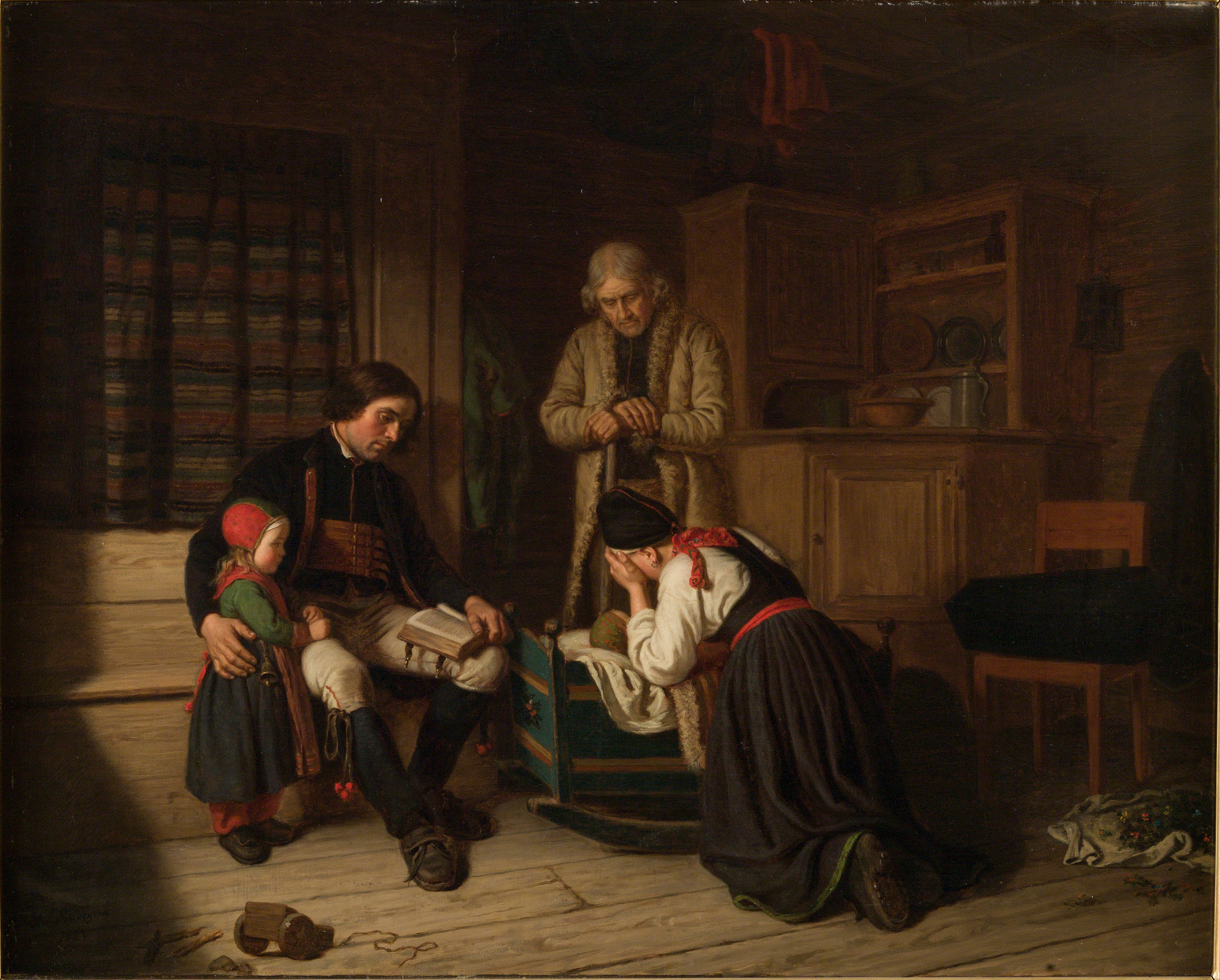
赤ん坊の死の床